# Tafraout El Mouloud
Tafraout El Mouloud  (in arabo تفراوت المولود‎?) è un centro abitato e comune rurale del Marocco situato nella provincia di Tiznit, regione di Souss-Massa. Conta una popolazione di 3 200 abitanti (censimento 2014).